# Acacia lucida
Acacia lucida é uma espécie de leguminosa do gênero Acacia, pertencente à família Fabaceae.